# Хелмс, Герман
Герман Хелмс (англ. Hermann Helms; 5 января 1870, Нью-Йорк — 6 января 1963, Нью-Йорк — американский шахматист и деятель национального шахматного движения; международный арбитр (1954). Шахматный литератор. Один из основателей Шахматной федерации США. Основатель и редактор-издатель журнала «The American Chess Bulletin» (1904—1963). Чемпион Бруклинского шахматного клуба (1895—1896), победитель чемпионатов штата Нью-Йорк (1906 и 1925), участник 5 матчей по телеграфу между командами Англии и США (см. Соревнования по телеграфу). Редактор шахматного отдела газеты «Бруклин дейли игл» (1893—1954) и шахматных отделов других нью-йоркских газет. Один из организаторов Кембридж-Спрингского международного турнира (1904), во время которого публиковал ежедневный шахматный бюллетень — первое в мире издание подобного рода. Автор нескольких шахматных книг, в том числе сборника партий заочных соревнований (1896—1913), проводимых Рижским шахматным обществом.

## Книги
- Riga match and correspondence games, N. Y., 1918 (соавтор);
- International masters' tournament of the Manhattan Chess Club, October — November, 1918, N. Y., [1919];
- The book of the New York International chess tournament, 1924, N. Y., [1925].